# Oscar Dickson
Oscar Dickson, född 2 december 1823 i Göteborg, död 6 juni 1897 på Almnäs slott, var en svensk friherre, affärsman, träpatron och donator.

## Bakgrund
Oscar Dickson föddes som son till James Dickson och Eleonora Margareta Bagge (Marstrandssläkten) (1795–1857) samt bror till James J:son Dickson, Robert Dickson (1819–1903) och Axel Dickson (1826–1899). Han undervisades i hemmet, liksom vid Göteborgs handelsinstitut.

## Karriär

### Affärer och politik
Efter studier vid Klügmans handelsakademi i Lübeck 1839–41 samt vid hans hemstads handelsinstitut 1841, var han anställd i firma James Dickson & Co i Göteborg 1841–45 samt 1846–47 på Dickson Brothers i London. Åren 1847–55 var Dickson disponent över dess sågverk och skogsegendomar i Norrland. Han fick burskap som grosshandlare 1850, blev samma år delägare i James Dickson & Co till 1886 och återflyttade 1855 till Göteborg, där han tog framträdande del i det kommunala livet. Dickson var bland annat ledamot av Göteborgs stadsfullmäktige 1863–68, av styrelsen för Göteborgs museum 1861–82, varav som kassaförvaltare 1879–82, av drätselkammaren 1864 och av styrelsen för Göteborgs sjukhem 1872–84. Han verkade ivrigt för antagandet av representationsförslaget 1865. Under tullstriderna uppträdde han på frihandlarnas sida.
Under Oscar Dicksons tid som chef för James Dickson & Co, 1867, stod företrädare för firman inför rätta vid Lycksele tingsrätt för att Baggböle sågverk låtit göra stora olovliga avverkningar på statens skogar. Rättegångarna bevakades intensivt av rikspressen och det var i samband med detta som ordet baggböleri myntades. Hård kritik riktades i pressen mot Oscar Dickson. Firmans företrädare, flottningschefen Jonas Ström, friades dock efter att ha avlagt värjemålsed.

## Mecenatskap

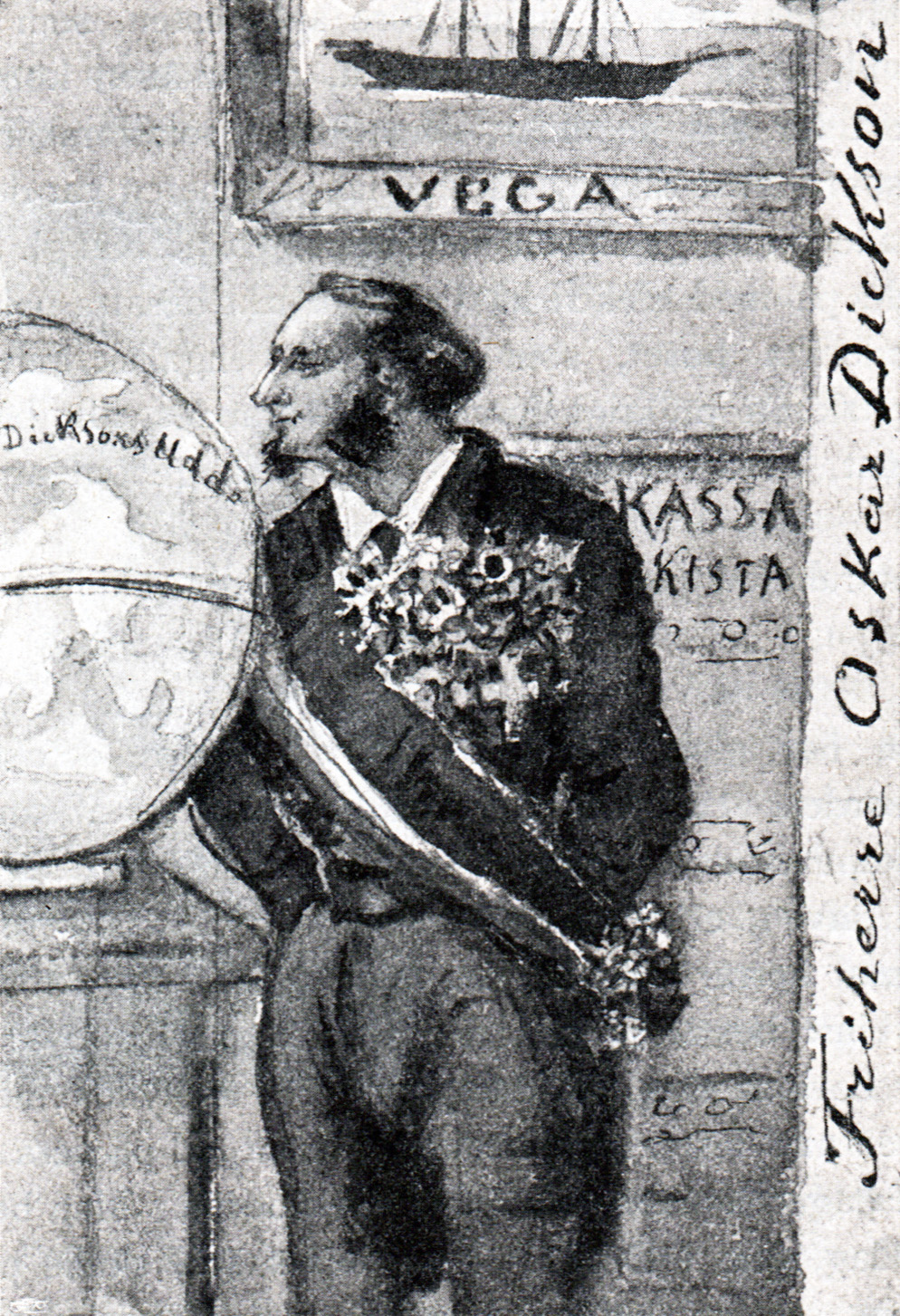
Oscar Dickson avbildad med tavla av Vega, kassakista och jordglob på målning utförd av Fritz von Dardel 1880.

Det stora mecenatskapet som Dickson utövade, riktade sig framför allt på geografiska och naturvetenskapliga forskningar. För detta belönades han med adelskap den 9 april 1880 och introducerades på Riddarhuset den 14 september samma år med ättenummer 2340 bland obetitad adel, samt upphöjdes såsom den siste i Sverige i friherrlig värdighet den 5 juni 1885 och introducerades i denna egenskap 3 maj 1886 med ättenummer 406 bland friherrar. 
Hans valspråk var: "Coelum versus" (Mot himlen). Dessutom var han hedersledamot av talrika akademier och sällskap. Han var bland annat ledamot av Vetenskapssocieteten i Uppsala (1871), av Kungliga Vetenskaps- och Vitterhetssamhället i Göteborg (1872; hedersledamot 1877), av Fysiografiska Sällskapet i Lund (1875), av Kungliga Vetenskapsakademien (1878), LLA (1897) samt promoverades till filosofie hedersdoktor i Uppsala 1877.
Dickson lämnade betydande bidrag till Adolf Erik Nordenskiölds Svenska Spetsbergenexpeditionen 1868, Svenska Grönlandsexpeditionen 1870, Svenska Spetsbergenexpeditionen 1872–1873, Svenska expeditionen till Jenisej och Novaja Zemlja 1875 och Svenska expeditionen till Jenisej och Novaja Zemlja 1876. Han bekostade till en tredjedel Vegaexpeditionen, Asien-Europas första kringsegling 1878-1880 (övriga bidragare var Oscar II och Aleksandr Sibirjakov, med varsin tredjedel) samt i dess helhet Nordenskiölds Svenska Grönlandsexpeditionen 1883 samt S.A. Andrée 1896 och 1897. Hans intresse utsträcktes även till andra trakter än polarområdet, i och med att han lämnade stora bidrag till Sven Berggrens botaniska forskningar på Nya Zeeland, Per Duséns i Kamerun, Otto Nordenskjölds i Eldslandet med flera, liksom han också frikostigt stödde Artur Hazelius och Göteborgs museum.
Den 20 november 1896 beslutade Skaraborgs läns hushållningssällskap att under vissa villkor antaga en av Oscar Dickson erbjuden summa på 400 000 kronor, till uppförandet av att ett slakthus för export av svenskt kött.

## Jaktintresse
Oscar Dickson var mycket jaktintresserad och hade eget jaktslott, Bokedalen i Jonsered samt bedrev ett fasaneri på Visingsö med över 4 000 fåglar. År 1893 räknades Dickson som Sveriges störste, enskilda jaktmarksinnehavare med över 30 000 tunnland i trakterna av Storlien där han låtit uppföra Rensjösäterns jaktvilla. Han ägde bland annat jakträttigheten på Billingen (orre, tjäder, rapphöns, hare med mera), kring sin stora egendom Almnäs slott utanför Hjo samt vid godset Skeppsta i Södermanland. Dickson var en ofta sedd gäst hos dåvarande prinsen av Wales, med jakter vid Sandringham och i Skottland. Den 5 september 1885 anlände prinsen av Wales ombord på sin stora ångjakt Osborn från Norge till Göteborg för att deltaga i två älgjakter, den ena anordnades 8 september av Oscar Dickson vid Skeppsta. I jakten deltog även kronprinsen och prins Eugen samt ett 40-tal inbjudna gäster. Den 11 september avreste prinsen av Wales åter.

## Övrigt
- Vid gamla Allégatan i Göteborg uppförde Oscar Dickson 1862 ett större boningshus, det så kallade Dicksonska palatset. Ritningarna gjordes i England och byggmästaren hette P J Rapp.
- Den 15 oktober 1883 utsattes Dickson för ett attentat på sitt kontor, då den före detta artillerikonstapel M Nordblom krävde honom på 50 000 kronor under pistolhot samt medförande ett fyrtiotal sprängladdningar. Dickson lyckades slå sig fri och tillkallad polis övermannade attentatsmannen som dömdes till "...tre års straffarbete samt förlust af medborgerligt förtroende under fem år".
- Oscar Dickson var ordförande i Sveriges första golfklubb, Gothenburg Golf Club, som bildades den 15 april 1891 vid ett sammanträde hos firman James Dickson & Co. Initiativtagare var den engelske pastorn A.V. Despard som också blev klubbens sekreterare. I övrigt bestod styrelsen av Arthur Seaton, John Millar och James Keiller. Klubben höll till på ett område vid Sannegården på Hisingen där man lade ut en 4-hålsbana. Oscar Dickson spelade dock inte själv golf. Den 13 januari 1894 beslöt man att avveckla golfklubben då pastor Despard skulle återvända till England och ingen annan var beredd att driva klubben vidare.

## Personligt

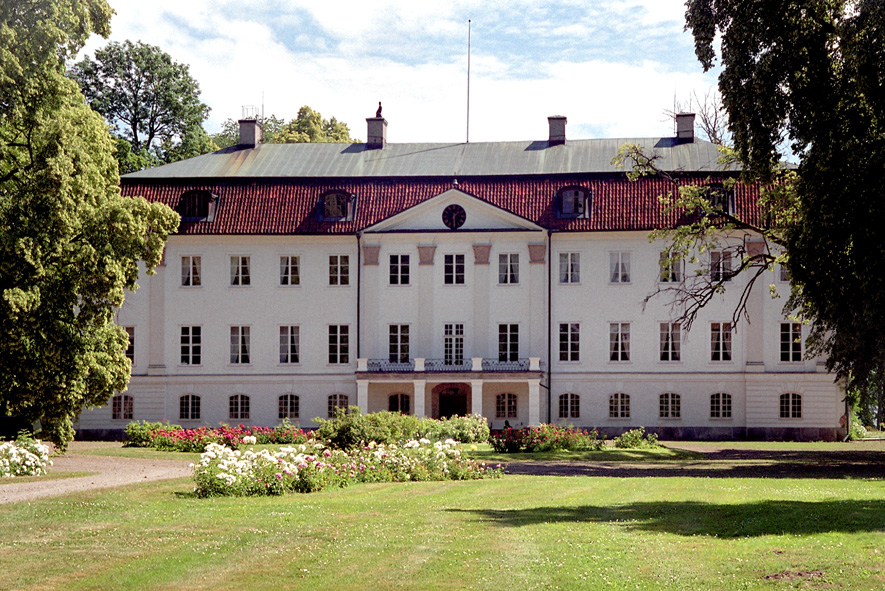
Dickson bebodde Almnäs slott.

### Familj
Dickson gifte sig 10 mars 1857 med grevinnan Marika Julie von Rosen (1836–1917), dotter till översten, greve Adolf Eugen von Rosen och Eufrosyne von Rosen, född Riso-Rangabé. Barn: Marika Eufrosyne (född 1861), Zoë Elisabet (född 1863), Osborn Axel (född 1866), Douglas George (född 1874) och Walter Herbert (född 1879).

### Död
Han gravsattes 13 juni 1897 i släktgraven på Örgryte gamla kyrkogård. Dicksons dödsbo uppgick till 9,86 miljoner kronor.

## Eftermäle och minne
Efter Oscar Dickson har uppkallats Dickson Bay, Dicksons land, Dicksons glaciär och Kap Dickson på Spetsbergen, Diksonön och orten Dikson vid Jenisejs mynning, Dicksonsjön i Patagonien samt många växtfossil, av vilka ett fossilt brödfruktträd från Grönlands kritlager (Artocarpus Dicksoni) torde vara det märkligaste.
I Göteborg är Dicksonsgatan i stadsdelen Lorensberg uppkallad (1914) efter Oscar Dickson.
I villaområdet Vega i Haninge är Dicksons väg uppkallad efter Oscar Dickson.